# Керн, Катарина
Катарина Керн (нем. Katharina Kern, чаще Кете Керн, нем. Käthe Kern; 22 июля 1900, Дармштадт — 16 апреля 1985, Берлин) — немецкий политик, член СЕПГ, антифашистка.

## Биография
Катарина Керн посещала среднюю школу в родном Дармштадте, затем там же училась на торгового служащего. В 1919 году вступил в организацию социалистической рабочей молодёжи и в 1920 году — в Социал-демократическую партию Германии. В 1921—1924 годах работала сотрудником председателя земельного страхового учреждения Гессена, с 1925 года перешла на работу секретарём Отто Зура во Всеобщем свободном союзе служащих и помощником депутата рейхстага Зигфрида Ауфхойзера. В 1928—1933 годах Керн входила в состав окружного правления СДПГ в Берлине и возглавляла женский секретариат. В июне 1933 года была арестована. После освобождения в июле 1933 года работала секретарём в Берлинском союзе Саара, с 1935 года — в Прусских горнопромышленных предприятиях. Поддерживала контакты с нелегальными группами сопротивления, в частности с группой Вильгельма Лёйшнера.
После Второй мировой войны Кете Керн вошла в состав центрального комитета СДПГ в Берлине и секретарём женского секретариата партии. Поддержала объединение СДПГ и КПГ и на объединительном съезде в апреле 1946 года была избрана в правление СЕПГ, вместе с Элли Шмидт до 1949 года руководила женским секретариатом партии и вступила в Объединение свободных немецких профсоюзов. В 1947 году выступила одной из учредительниц Демократического женского союза Германии, до 1949 года занимала должность одного из пяти почётных заместителей председателя. В 1946—1950 годах Кете Керн являлась депутатом ландтага Саксонии-Анхальт. В 1948 и 1949 годах Керн являлась членом первого Немецкого народного совета.
На выборах 1949 года была избрана депутатом Народной палаты ГДР, в 1957—1984 годах возглавляла фракцию ДЖСГ. В 1958 году вошла в состав конституционного комитета, в 1983 году — комитета по здравоохранению. В 1949—1970 годах руководила главным отделом по вопросам материнства в министерстве здравоохранения ГДР.
Похоронена в Мемориале социалистов на Центральном кладбище Фридрихсфельде.